# Газові методи підвищення нафтовилучення
Газові методи підвищення нафтовилучення (рос. газовые методы поддержания пластового давления и повышения нефтеизвлечения; англ. gas methods of keeping reservoir pressure and enhanced oil recovery, нім. Gasmethoden f pl zur Schlichtendruckerhaltung und Erhöhung der Erdölgewinnung) — методи діяння на нафтові поклади, технологічна суть яких полягає в запомповуванні газу (сухого вуглеводневого газу, газоводяної суміші, газу високого тиску, збагаченого вуглеводневого газу, раніше — повітря, випускних або димових газів). Витіснення нафти може бути як незмішуваним, так і змішуваним (без наявності межі поділу фаз); з покращанням змішуваності підвищується нафтовилучення. Застосовуються, в основному, тоді, коли заводнення є малоефективним (набухання глин у пласті, мала проникність гірських порід).

## Витіснення нафти вуглекислим газом
Вуглекислий газ (С02) є ефективним витісняючим агентом через високу розчинність у нафті в пластових умовах. Цей агент сприяє розширенню нафти та зменшенню її в'язкості навіть при незмішувальному витісненні. Вуглекислий газ добре розчиняється у воді (0,88 об'єму в 1 об'ємі води) тому він володіє властивістю проникати через заводнені ділянки до блокованої нафти, розширювати її та переводити в рухомий стан. Це робить застосування вуглекислого газу ефективним навіть на сильнообводнених покладах.
Діоксид вуглецю розчиняється у воді набагато краще, ніж вуглеводневі гази. Розчинність С02 у воді збільшується з підвищенням тиску та зменшується з підвищенням температури.
При розчиненні діоксиду вуглецю у воді її в'язкість дещо збільшується. Однак це збільшення незначне. При масовому вмісті у воді С02 3-5 % її в'язкість збільшується лише на 2030 %. При розчиненні С02 у воді утворюється вугільна кислота Н2CO3, яка розчиняє деякі види цементу і породи пласта та підвищує його проникність. У присутності діоксиду вуглецю знижується набухання глинистих частинок. Діоксид вуглецю розчиняється в нафті в чотиридесять разів краще, ніж у воді, тому він може переходити з водного розчину в нафту. Під час цього переходу міжфазний натяг між цими рідинами стає дуже низьким, і витіснення наближається до змішувального.
Діоксид вуглецю у воді сприяє відмиванню плівкової нафти, яка покриває зерна та породи, і зменшує можливість розриву водяної плівки. Внаслідок цього краплі нафти при малому міжфазовому натягу вільно переміщуються у порових каналах і фазова проникність нафти збільшується.
При розчиненні в нафті С02 в'язкість нафти зменшується, густина підвищується, а об'єм значно збільшується: нафта ніби набухає.
Збільшення об'єму нафти в 1,5-1,7 рази при розчиненні в ній СО2 суттєво впливає на підвищення нафтовилучення з пластів при розробці родовищ, що містять малов'язкі нафти. При витісненні високов'язких нафт основний чинник, який збільшує коефіцієнт витіснення, — зменшення в'язкості нафти під час розчинення у ній С02. В'язкість нафти знижується тим більше, чим більше її початкове значення.
При пластовому тиску вищому тиску повного змішування пластової нафти з С02 діоксид вуглецю витіснятиме нафту, як звичайний розчинник (змішувальне витіснення). При цьому в пласті утворюються три зони: зона первинної пластової нафти, перехідна зона (від властивостей початкової нафти до властивостей агента, що закачується) і зона чистого С02. Якщо С02 нагнітається в заводнений поклад, то перед зоною С02 формується вал нафти, що витісняє пластову воду.
Збільшення об'єму нафти під впливом С02, що розчиняється в ній, поряд зі зміною в'язкості рідин (зменшенням в'язкості нафти і збільшенням в'язкості води) — один з основних чинників, що визначають ефективність застосування діоксиду вуглецю в процесах видобутку нафти і вилучення її із заводнених пластів.

## Закачування повітря у пласт
Метод заснований на закачуванні повітря в пласт і його трансформації в ефективні витісняючі агенти за рахунок низькотемпературних внутрішньопластових окисних процесів. В результаті низькотемпературного окиснення безпосередньо в пласті утворюється високоефективний газовий агент, що містить азот, вуглекислий газ і широкі фракції легких вуглеводнів (ШФЛВ).
До переваг методу можна віднести:
- використання недорого агента — повітря;
- використання природної енергетики пласта — підвищеної пластової температури (понад 60–70 °С) для спонтанного ініціювання внутрішньопластових окисних процесів та формування високоефективного витісняючого агента.

Швидке ініціювання активних внутрішньопластових окисних процесів є одним з найважливіших наслідків використання енергетики пласта для організації закачування повітря на родовищах легкої нафти. Інтенсивність окисних реакцій досить швидко зростає зі збільшенням температури.

## Вплив на пласт азотом, димовими газами та ін

### Використання азоту
Азот може застосовуватись у великих об'ємах через його досить низьку вартість. Також можливе спільне використання інертних газів як додаткової фази при закачуванні вуглеводневого та вуглекислого газів. Це зумовлено кількома причинами:
- вартість азоту нижча вартості вуглекислого газу;
- стисливість азоту значно нижча за стисливість вуглекислого газу і за однакових умов азот займатиме в пласті більший об'єм порівняно з CO2, метаном і забезпечуватиме велику компенсацію відборів закачуванням при тих же витратах у поверхневих умовах.

Метод витіснення нафти азотом, забезпечує зростання ефективності і підвищує нафтовіддачу пласта до рекордних 35-75 %. Видобуток нафти із пласта з низьким тиском збільшується за рахунок закачування в свердловину газоподібного азоту високого тиску. Оскільки азот практично не змішується ні з водою, ні з нафтою, його періодична подача під високим тиском призводить до руху рідин у свердловині, витіснення нафти з пласта і вилучення вуглеводнів, що раніше не вилучалися.

### Використання газів горіння
Метод заснований на горінні твердих порохів у рідині без будь-яких герметичних камер або захисних оболонок. Він поєднує тепловий вплив з механічним та хімічним, а саме: а) гази горіння, що утворюються, під тиском (до 100 МПа) витісняють зі стовбура в пласт рідину, яка розширює природні і створює нові тріщини;
б) нагріті порохові гази (180—250 °С), проникаючи в пласт, розплавляють парафін, смоли та асфальтени;
в) газоподібні продукти горіння складаються в основному з хлористого водню та вуглекислого газу; хлористий водень за наявності води утворює слабоконцентрований солянокислотний розчин. Вуглекислий газ, розчиняючись у нафті, знижує її в'язкість, поверхневий натяг та збільшує продуктивність свердловини.

### Використання вуглеводневих газів
Серед вуглеводневих газів нині у промисловому масштабі використовують нагнітання сухого газу під високим тиском і нагнітання збагаченого газу.
При закачуванні сухого газу частина відносно легких компонентів нафти на передньому фронті витіснення переходить у газову фазу, що сприяє збагаченню газу проміжною фракцією вуглеводнів. В результаті цього знижується поверхневий натяг на межі контакту та зростає коефіцієнт витіснення.
При витісненні нафти збагаченим газом формується перехідна зона на передньому фронті витіснення, де відбувається осушування газу, що закачується, за рахунок переходу його проміжних компонентів у нафту. В результаті створюються умови для необмеженого змішування нафти зміненого (полегшеного) складу з газом, що нагнітається, і протікає процес, близький до поршневого витіснення.